# FM-7

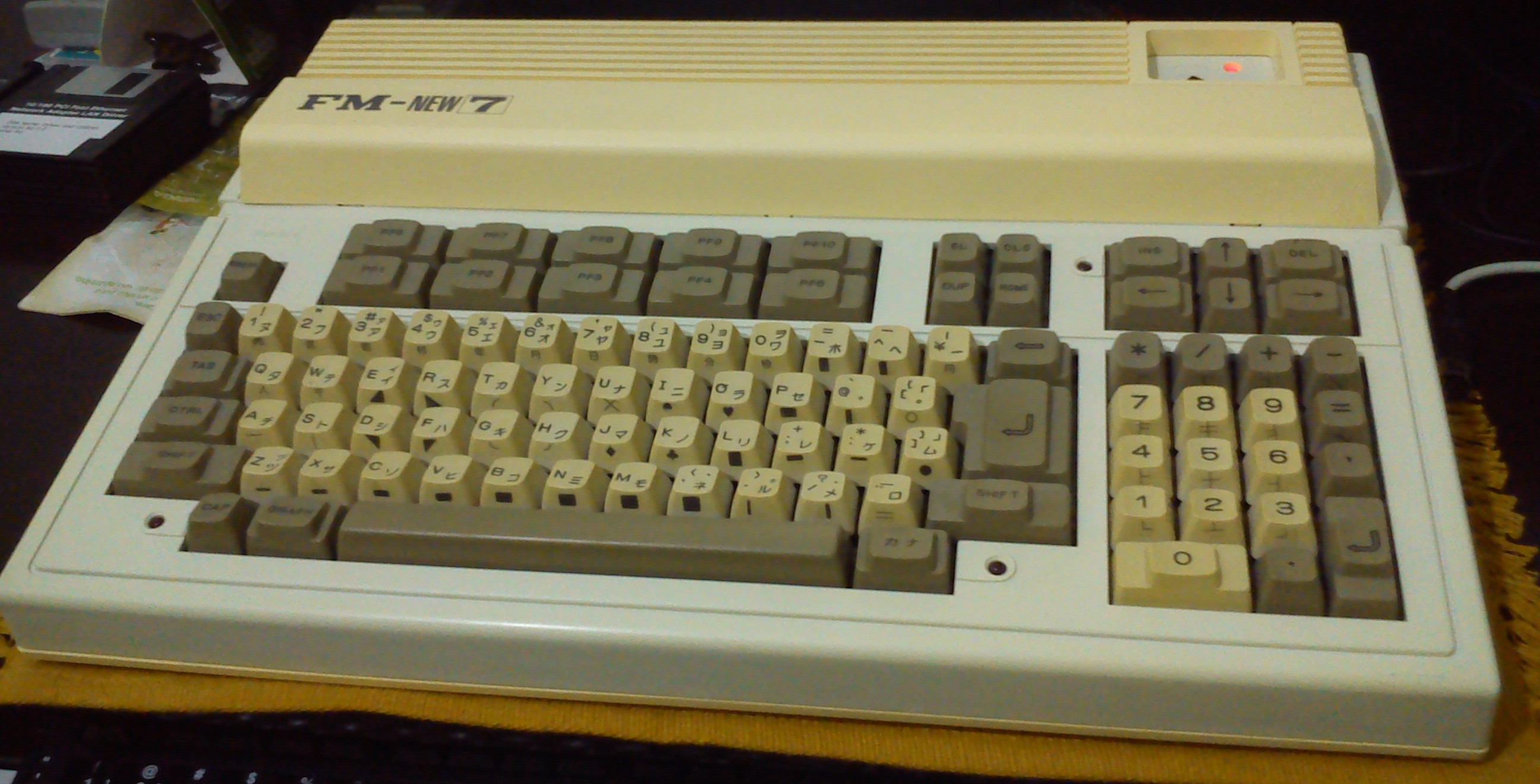
Un FM-NEW 7, après son nettoyage et sa restauration.

Le FM-7 (エフエムセブン, prononcé « FM Seven » transcrit du japonais), également connu sous le nom Fujitsu Micro 7, est un ordinateur personnel 8 bits sorti au Japon le 8 novembre 1982. Le FM-7 est le premier d'une longue série grand public (bien qu'il soit sorti après le FM-8 plutôt destiné aux entreprises) qui comprend, entre autres, le FM-NEW 7, le FM-77 ou encore le FM-77AV. Son prix d'achat était de 126 000 Yen (environ 900 Euro).

## Spécifications techniques
- Processeur: 2 Motorola 68B09 cadencé à 2 MHz, un comme processeur principal et un pour les graphismes
- Résolution: 640×200, 8 couleurs
- Mémoire: 40 KB de mémoire morte, 64 KB de mémoire vive
- Son: 3 canaux (AY-3-8910)
- Système d'exploitation: OS/9, (compatible avec l'Ordinateur Couleur)
- Stockage: disquette 5" ¼